# セミョーン・アラロフ

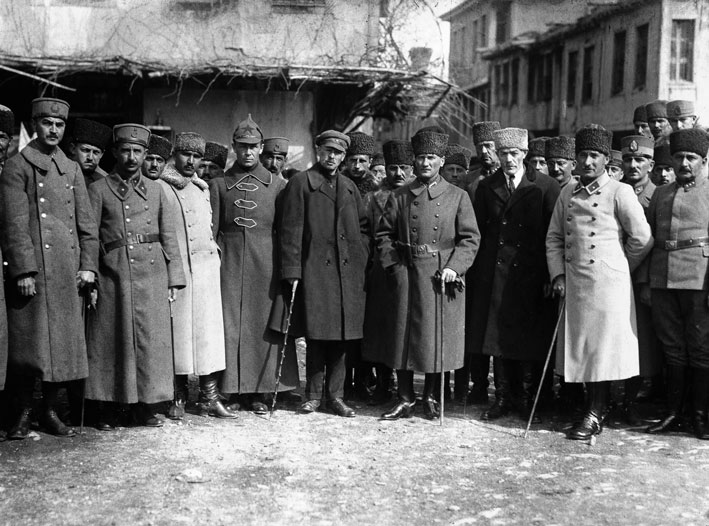
チャイを訪問したアラロフ。左から西部戦線総参謀長アースム・ギュンデュズ（アースム・ベイ）大佐、西部戦線司令官イスメト・イニョニュ（イスメト・パシャ）少将、不明、ソビエト・ロシア駐在武官K.K.ズヴォナレフ、駐トルコ大使セミョーン・アラロフ、ムスタファ・ケマル・パシャ、アゼルバイジャン共和国大使イブラヒム・アビロフ、第一軍司令官アリ・イフサン・サービス（アリ・イフサン・パシャ）少将（1922年3月31日朝撮影）

セミョーン・イヴァノヴィチ・アラロフ（ロシア語: Семен Иванович Аралов、1880年12月30日 - 1969年5月22日）は、ソ連共産党の活動家、赤軍諜報部（GRUの前身）の創設者。

## 経歴
セミョーン・アラロフは、モスクワの裕福な商人の家庭に生まれた。当初家業を継ぐつもりで、商業学校と商業大学を卒業した。しかし、1902年、ペルノフ擲弾兵連隊に志願し、社会民主運動に加わった。日露戦争時、前線で戦った後、1905年～1907年の革命に参加し、銃殺を言い渡されたが、執行されなかった。第一次世界大戦時にも前線で戦い、参謀大尉まで昇進した。
二月革命後、第3軍陸軍委員会副議長、後に議長。この時、メンシェヴィキに関係し、祖国防衛論（оборончество）の立場を取った。十月革命後、連隊長補佐官。1918年からボリシェヴィキ党員。1918年～1920年、モスクワ軍管区作戦課長、後に軍事人民委員、第12軍、第14軍および南西戦線の革命軍事会議議員。1918年9月～1919年7月、ロシア革命軍事会議議員、1918年10月～1919年6月、ロシア革命軍事会議野戦本部軍事委員、1918年11月～1920年7月、革命軍事会議野戦本部登録局（情報局）長。
1921年1月～3月、キエフ軍管区革命軍事会議議員。1921年、駐ラトビア全権代表、1921年10月から駐トルコ全権代表、1923年、駐リトアニア全権代表。1925年4月から、ソ連外務人民委員部参事官。1926年12月、中華民国の人民代議員大会議長に任命。1927年から、ソ連国民経済会議幹部会議員、外国課長、ソ連財務人民委員部参事官。1938年から、国立文学博物館副館長、館長。
第二次世界大戦勃発と共に、前線に志願、大佐。1946年から党の業務。1957年、年金生活に入る。